# Marienhospital Altenessen
Das Marienhospital Altenessen war ein Krankenhaus im Essener Stadtteil Altenessen. Es zählte zum Träger Katholisches Klinikum Essen, das seit 2014 Teil der Gruppe Contilia ist.

## Geschichte
Der Ursprung des Marienhospitals Altenessen reicht ins Jahr 1886 zurück, als am 7. Februar von katholischen Bürgern anlässlich des silbernen Priesterjubiläums von Rektor Wilhelm Weber, ab 1891 erster Pfarrer von St. Johann in Altenessen, ein Krankenhausbauverein gegründet wurde, dem zwei Monate später über tausend Mitglieder angehörten. Nach nur zweieinhalb Jahren wurde am 28. Oktober 1888 das fertiggestellte Krankenhaus eingeweiht und seiner Bestimmung übergeben. Ein am 1. November desselben Jahres abgeschlossener Vertrag regelte die Übernahme der Krankenpflege durch die Genossenschaft der Barmherzigen Schwestern von der hl. Elisabeth zu Essen, die sich auch auf die ambulante Pflege in den beiden nächstliegenden Pfarreien erstreckte. Erst nach fast siebzig Jahren wurden die Ordensschwestern am 30. Juni 1966 wegen Nachwuchsmangels abgezogen.
Angesichts der stetig wachsenden Anforderungen an die Gesundheitsfürsorge erfuhr das Krankenhaus bereits 1892 eine erste Erweiterung, auf die in den kommenden Jahren noch fünf weitere folgten, vor allem das 1912 errichtete Epidemiehaus. Den Zweiten Weltkrieg überstanden die Gebäude ohne wesentliche Schäden, und schon 1948 wurde mit weiteren Um- und Erweiterungsmaßnahmen begonnen, die sich bis 1967 fortsetzten.
Von 1971 bis 1974 wurde als Ersatz für die Vielzahl von einzelnen baulichen Maßnahmen der zurückliegenden achtzig Jahre ein Gesamtneubau errichtet, der für bis zu 392 Betten ausgelegt war und bis zur Schließung in Benutzung war. Bei der Bauausführung wurde seinerzeit vom ersten Essener Bischof, Franz Hengsbach, am 8. Januar 1973 anstatt einer Grundsteinlegung in der Eingangshalle des Neubaus eine Grundsäule aus Beton geschüttet. Das an der Frontseite der Säule befindliche Flachrelief einer Schutzmantelmadonna als Namenspatronin des Hauses war vom Altenessener Bildhauermeister Hugo Hildebrand gestaltet worden.

## Fachgebiete
Zu den Fachabteilungen zählten:
- Klinik für Anästhesie, Intensivmedizin und Notfallmedizin
- Klinik für Allgemein-, Viszeral- und Gefäßchirurgie
- Klinik für Gynäkologie und Geburtshilfe
- Klinik für Innere Medizin, Gastroenterologie, Hepatologie und Diabetologie
- Klinik für Hämatologie und Internistische Onkologie
- Klinik für Diagnostische und Interventionelle Radiologie
- Klinik für Urologie und Neurourologie

## Schließung und Zukunftspläne
Die Contilia GmbH plant seit 2018 den Abriss und Neubau des Marienhospitals in Altenessen. Dazu soll das angrenzende Grundstück, auf dem die Kirche St. Johann Baptist steht, durch die katholische Gemeinde an die Contilia verkauft werden. Es wird der Abriss des Kirchengebäudes geplant, um das neue, größere Marienhospital auf insgesamt 28.500 Quadratmetern, also dem Gebiet des heutigen Krankenhauses unter Einbeziehung des Kirchengrundstücks, errichten zu können. Im neuen Marienhospital, das Mitte der 2020er Jahre bezogen werden könnte, ist ein neuer Kirchenraum für regelmäßige Gottesdienste geplant.
Seit dem 1. Oktober 2020 wurden keine neuen Patienten mehr aufgenommen, bis zum 31. Dezember 2020 erfolgte die Schließung.